# FM Air
Pistes de Zest of
Je suis un homme
FM Air est une chanson de Zazie extraite de l'album Zest of, sorti en 2008. Il s'agit d'une piste inédite que propose cet album, et qui lui a servi de lead single[Quoi ?].
Cette chanson regroupe habilement, à travers jeux de mots et intonations, une grande partie des chansons enregistrées auparavant.

## Clip
Dans le clip, trois chanteurs font leur apparition :
- Calogero, assis à une table, avec une vache.
- Christophe Willem, dans une télévision.
- Axel Bauer, lors d'un croisement.

Auparavant, Zazie avait travaillé avec les trois chanteurs pour écrire des paroles comme pour certaines chansons de Christophe Willem (Double je, Jacques a dit...), toutes les chansons de l'album Pomme C de Calogero ou encore un duo avec Axel Bauer dans la chanson A ma place.

## Classement
FM Air est le lead single de l'album Zest of Zazie. 
Il a atteint la 8e place au classement des singles de France en 2008.